# Невидимое (фильм, 1945)
«Невидимое» (англ. The Unseen) — фильм нуар режиссёра Льюиса Аллена, который вышел на экраны в 1945 году.
В основу фильма положен роман британской писательницы Этель Лины Уайт 1942 года «Полночный дом» (англ. Midnight House), который в США вышел под названием «Её сердце в её горле» (англ. Her Heart in Her Throat). Фильм рассказывает о молодой гувернантке Элизабет Хадсон (Гэйл Расселл), которая в небольшом городке в Новой Англии поступает на службу в дом вдовца с двумя детьми Дэвида Филдинга (Джоэл Маккри). Днём ранее в соседнем переулке была убита женщина, а в доме, как замечает Элизабет, происходят странные вещи, которые Дэвид предпочитает не замечать. Элизабет обращается за помощью к доктору Эвансу (Герберт Маршалл), другу Дэвида, живущему по соседству, однако тот ничем не может ей помочь. Следует ещё два убийства, в том числе бывшей гувернантки Филдингов и хозяйки соседнего дома. Лишь после этого Дэвиду удаётся раскрыть серию этих преступлений, уходящих корнями в убийство хозяина соседнего дома, совершённое двенадцать лет назад.
Фильм является своеобразным продолжением классического фильма с привидениями «Незваные» (1944), который также поставил Аллен с Гейл Расселл в главной роли. Однако в отличие от предыдущей картины, этот фильм не получил признания критиков из-за откровенно путаного и нелогичного сценария и, особенно, невнятной и неубедительной развязки, при этом с положительной стороны отмечалась умело созданная в картине готическая атмосфера и сильная игра Расселл в главной роли.

## Сюжет
В городке Новый Бристоль недалеко от Бостона на улице Кресчент-драйв расположен дорогой особняк Командора, который уже двенадцать лет стоит запертым и заколоченным. Однажды тёмной дождливой ночью пожилая женщина по имени Альберта (Сара Пэдден) с улицы замечает в особняке свет, а затем и таинственного человека во дворе. В страхе она пытается бежать, роняя свои золотые часы. В этот момент человек выходит из соседнего дома Филдингов, преследуя женщину, что из окна своей спальни видит юный Барни Филдинг (Ричард Лайон). Поймав Альберту в ближайшем переулке Салем-элли, незнакомец душит её.
На следующее утро, когда в городских газетах сообщается об этом жестоком убийстве, в город на поезде прибывает привлекательная 21-летняя Элизабет Ховард (Гэйл Расселл), направленная из агентства в Бостоне на работу в качестве гувернантки в дом Филдингов. Хозяин дома, Дэвид Филдинг (Джоэл Маккри) предупреждает её, что после смерти жены дети жили у бабушки, которая их избаловала, и потому ей будет нелегко. Дэвид показывает Элизабет её комнату, из окна которой виден соседний дом Командора, на которого Дэвид когда-то работал. Затем Дэвид представляет ей своих детей — сына Барни и младшую дочь Эллен (Нона Гриффит), с которой у Элизабет сразу же устанавливаются отличные отношения. Эллен показывает гувернантке свой альбом, где вклеена газетная вырезка о неизвестной женщине, убитой в Салем-элли, которую Эллен называет Альберта. Девочка рассказывает Элизабет, что в соседнем пустом доме живёт человек, который выходит оттуда по ночам и заходит в их дом, и Барни видел его. Затем Элизабет заходит к Барни, который говорит, что любит бывшую гувернантку Максин и хочет, чтобы она вернулась, а затем называет Элизабет своим врагом. В своём комоде Элизабет находит золотые часы, которые относит Дэвиду, который в библиотеке обсуждает предложение агента по недвижимости Джаспера Гудвина (Норман Ллойд) продать свой старый дом и купить новое, более комфортабельное жильё. После его ухода Дейв спрашивает у Элизабет, как прошло знакомство с детьми, обращая внимание на то, что Барни хитёр, беспринципен, лжив и может быть грубым, однако она не считает, что такая характеристика мальчика справедлива, а затем отдаёт Дэвиду найденные часы. Вскоре на пороге дома появляется Мэриэн Тайгерт (Изобел Элсом), только что вернувшаяся в город вдова Командора, которая рассказывает Элизабет, что её муж был намного старше её и был «самым плохим человеком из тех, кого она знала». Сняв трубку, чтобы вызвать для Мэриэн такси, Элизабет слышит, как по параллельной линии Барни клянётся какой-то женщине выполнить всё, как она сказала. Элизабет поднимается в спальню к Барни, чтобы выяснить с кем он говорил, а когда тот молчит, запрещает ему подходить к телефону без её согласия. Когда Элизабет заходит к Эллен, чтобы уложить её в постель, она слышит шум воды в комнате Барни. Эллен объясняет, что брат включает воду, чтобы не заснуть, потому что ему не разрешают спать. Элизабет выключает воду и снимает с окна игрушечного слоника, которого вывесил Барни. После её ухода Барни снова включает воду, отбирает слоника у Эллен и вешает его обратно на окно.
На следующий день к Филдингам заходит доктор Эванс (Герберт Маршалл), хороший знакомый и сосед Дэвида, который рассказывает гувернантке, что тот очень тяжело переживает утрату жены, которая погибла два года назад. Во время прогулки дети уговаривают Элизабет сходить с ними в кино, и так как у неё нет с собой денег, за билеты платит Барни, который, как говорит Эллен, «получает зарплату». Во время сеанса Барни незаметно выходит из зала и звонит по телефону, обещая, что сделает всё наилучшим образом. Заметив отсутствие мальчика, Элизабет выходит из зала вместе с Эллен, находя его в телефонной будке, после чего они отправляются домой. Барни вызывается показать короткую дорогу, заводя всех в мрачный, узкий Салем-элли, где на стене дома Элизабет видит огромную мужскую тень. Дети в страхе убегают, а вслед за ними домой возвращается и Элизабет, получая замечание от Дэвида, что повела детей через этот переулок. Затем Дэвид рассказывает ей, что уволил Максин, потому что она плохо влияла на детей и слишком лезла в его личные дела, на что Элизабет сообщает, что Барни всё ещё продолжает общаться с ней по телефону. Вечером Элизабет слышит в доме шумы, после чего спускается на кухню, где неожиданно открывается дверь в подвал, и оттуда неожиданно выходит человек. Он представляется Честером (Михаил Разумный) и говорит, что чинил печь в подвале, после чего уходит. Через некоторое время Элизабет снова слышит шум из подвала, а затем на кухне неожиданно появляется Дэвид в уличном пальто. Он просит у Элизабет прощения за то, что нагрубил ей днём, после чего говорит, что этому дому очень нужен кто-то вроде неё. Элизабет пытается рассказать Дэвиду про странные шумы в подвале, и про то, что кто-то открывает и закрывает входную дверь, хотя никто при этом не входит, и про всякие другие странные мелочи, однако Дэвид считает это её нелепыми выдумками.
Утром Элизабет просит Эллен повторить имя убитой женщины из её альбома, однако увидев взгляд брата, Эллен отвечает, что не знает его, а из альбома страничку с газетной вырезкой уже кто-то вырвал. Когда под явным давлением брата Эллен продолжает молчать, Элизабет наказывает детей, запрещая им разговаривать и играть друг с другом. Элизабет решает посоветоваться с доктором Эвансом, оставляя детей на служанку миссис Норрис (Элизабет Рисдон). Доктор Эванс пытается успокоить её, говоря, что соседний огромный забитый дом, который дети каждый день видят из окна, завораживает их, в результате чего у них просто разыгрывается фантазия. Однако Элизабет отвечает, что многие происходящие странности вполне реальны, после чего сообщает, что дети каким-то образом знали имя убитой женщины ещё за два дня до того, как оно появилось в газетах. Когда Элизабет говорит, что вчера вечером была настолько напугана, что собиралась позвонить в полицию, обеспокоенный доктор просит её ни в коем случае этого не делать, не посоветовавшись с Дэвидом. На улице Элизабет встречает Мэриэн, которая просит Гудмана отложить открытие своего дома на пару дней, говоря Элизабет, что ради этого специально приехала из-за границы. Когда Элизабет заходит в дом, её встречает миссис Норрис, сообщая, что вторая служанка уволилась, и если та не вернётся, миссис Норрис тоже уволится. Элизабет обещает утром позвонить в агентство, чтобы в дом прислали новую служанку.
Среди ночи к Элизабет заходит плачущая Эллен, признаваясь, что имя «Альберта» впервые увидела на часах, которые Барни подобрал на улице, заметив, как их выронила убегающая женщина. Затем он спрятал их в комоде в её комнате. Когда Элизабет относит Эллен в кровать, та объясняет, что Барни получает зарплату за то, что открывает входную дверь в дом, чтобы человек из пустого дома мог зайти, а Максин говорит ему, когда это сделать. Увидев в комнате Барни висящего на окне слоника, Элизабет бежит вниз и запирает на замок открытую входную дверь. С другой стороны кто-то несколько раз поворачивает ручку и пытается войти, однако, так и не попав внутрь, удаляется. Элизабет смотрит в окошко двери, но никого на улице не видит, только свет в доме доктора Эванса напротив. Элизабет звонит доктору, который только что вернулся из больницы, и просит его срочно зайти. Затем она роется в столе Дэвида, находя часы с гравировкой «Альберта». В этот момент в кабинет заходит Дэвид, которому она говорит, что это часы убитой женщины, которые Барни нашёл перед домом в ночь убийства. Дэвид просит Элизабет не вмешиваться в его дела и отдать ему часы. Позднее Дэвид показывает часы Эвансу, рассказывая, что Барни нашёл их перед домом. Эванс рекомендует передать их следователю, однако Дэвид отказывается, опасаясь полиции, которая, как он полагает, всё ещё подозревает его в причастности к убийству жены.
Вскоре в дом Филдингов приходит детектив Салливан (Том Талли), который в своё время вёл дело о гибели жены Дейва. Детектив говорит, что в полицию поступил звонок о том, что в доме находятся часы жертвы, являющиеся уликой по делу, однако Дэвид утверждает, что часов у него нет. Тем временем Элизабет звонят из агентства, сообщая, что смогут прислать служанку не ранее второй половины дня, и этот разговор подслушивает Барни. После ухода детектива Дэвид просит Элизабет собрать свои вещи, собрать детей, чтобы они могли уехать к бабушке как можно скорее. Некоторое время спустя раздаётся звонок в дверь, и на пороге появляется новая служанка Мэри Сондерс (Филлис Брукс), увидев которую дети немедленно убегают в свою комнату, где Барни предупреждает Эллен, чтобы та не проговорилась Элизабет, что это Максин. Тем временем внизу, когда Дэвид передаёт Элизабет билеты на поезд, раздаётся телефонный звонок из агентства, которое сообщает, что не сможет прислать служанку в их дом сегодня. В этот момент Максин успевает выяснить у Барни, что он действительно нашёл часы и что он видел, как убийца выходил из их дома. В этот момент появляется Дэвид, который, узнав Максин, выгоняет её из дома. Когда Максин выходит из комнаты, к ней подбегает Барни со словами, что выполнял всё, что она говорила, и просит её не бросать его, так как всегда был ей предан. Однако Максин неожиданно бьёт по лицу и прогоняет мальчика, а затем уходит. Элизабет утешает Барни, который теперь называет Максин своим врагом, рассказывая, что по её указанию открывал каждую ночь входную дверь. Элизабет затем выбегает на улицу, обнаруживая в ближайшем переулке труп Максин.
На место преступления приезжает Салливан, разыскивая Дэвида, который исчез более часа назад. Вечером в доме Филдингов появляется Мэриэн, которая в окно наблюдает за своим домом, после чего незаметно открывает защёлку двери, ведущей в подвал. Вскоре кто-то открывает эту дверь, спускается по лестнице вниз и идёт по тёмному коридору. Когда Элизабет, уложив детей спать, возвращается в гостиную, Мэриэн просит её сменить её у фортепиано и продолжить играть ту же мелодию. Как вспоминает Мэриэн, она слушала эту мелодию под стук заколачиваемых окон 12 лет назад, когда они с мужем должны были уехать. Несмотря на всеобщее мнение, что Командор умер за границей, Мэриэн заявляет, что он умер в тот же день в своём доме, и человек, который его убил, находится там сейчас. Она просит Элизабет не прекращать играть, так как если она остановится, этот человек убьёт их обоих точно также, как он убил всех остальных. Тем временем Барни спускается вниз, и через открытую дверь уходит по подземному коридору в соседний дом. Мэриэн говорит, что убийца сегодня снова пошёл на место убийства Командора, заставив её помогать ему. Она просит Элизабет продолжать играть, а сама уходит, чтобы позвонить в полицию. Узнав от Эллен, что Барни ушёл в пустой дом, Элизабет, поручает девочке продолжать играть мелодию, а сама убегает на поиски Барни.
Тем временем в доме Командора Мэриэн с пистолетом в руке входит в кабинет, где находится таинственный мужчина, который, как она говорит, уничтожает следы преступления, которое совершил на этом месте двенадцать лет назад. По её словам, завтра уже никто не догадается, что старик был убит в этой комнате, особенно после того, как человек в комнате устранил всех свидетелей — убил пожилую женщину, которая случайно увидела его в доме, Максин, которая слишком много знала, а теперь собирался убить и её. Когда Мэриэн готовится в него выстрелить, мужчина наводит ей на глаза свой фонарь и стреляет первым. Услышав выстрел, Барни убегает назад, встречая в подвале Элизабет, и они возвращаются в дом вместе. Элизабет зовёт Эллен, и они втроём закрываются в детской комнате. Барни говорит, что видел убийцу, однако не успевает назвать его имя, так как в этот момент в доме появляется доктор Эванс, который просит Элизабет спуститься вниз. Гувернантка рассказывает доктору, что Мэриэн сказала, что убийца находится в доме, после чего пошла звонить в полицию и пропала. Эванс связывается с полицией, выясняя, что Мэриэн туда не звонила, а все сотрудники ведут розыск Дэвида, который является главным подозреваемым. В этот момент из подвала с фонарём выходит Дэвид, который просит Элизабет дать ему возможность поговорить с Эвансом наедине.
Дэвид говорит, что догадался, что это Эванс сообщил в полицию о часах, после чего рассказывает, что всё это время находился в подвале, где прятался от полиции и одновременно наблюдал за происходящим. Далее Дэвид выдвигает свою версию происходящего: Двенадцать лет назад Эванс убил Командора по просьбе Мэриэн, думая, что она любит его, однако это оказалось неправдой. Так как дом был заколочен в тот же день, Эванс мог не переживать о том, что преступление раскроют, однако когда Мэриэн вернулась и решила открыть дом, ему понадобилось срочно уничтожить следы убийства. Тогда Эванс решил перевести все подозрения Салливана на Дэвида, одновременно используя его дом для проникновений в дом Командора, подкупив Максин и Барни. Дэвид говорит, что слышал всё, что сказала Мэриэн перед тем, как он её убил. Эванс опускает руку в карман за пистолетом, но в этот момент в комнату вбегает Барни, бросая доктору его деньги. Воспользовавшись моментом, Дейв хватается за пистолет в кармане Эванса и отбирает его. Вскоре появляется полиция, которую вызвал Эванс, чтобы она арестовала Дэвида. Однако, понимая бессмысленность дальнейшей борьбы, Эванс сдаётся полицейским, заявляя, что им нужен не Дэвид, а он. Дэвид и Элизабет обнимают друг друга. Дети спрашивают, поедет ли папа с ними к бабушке, на что он отвечает, что лучше спросить у Элизабет, которая теперь многое здесь будет решать. И они целуются.

## В ролях
- Джоэл Маккри — Дэвид Филдинг
- Гэйл Расселл — Элизабет Ховард
- Герберт Маршалл — доктор Чарльз Эванс
- Ричарл Лайон — Барнаби Филдинг
- Филлис Брукс — Максин
- Нона Гриффит — Эллен Филдинг
- Изобел Элсом — Мэриэн Тайгарт
- Норман Ллойд — Джаспер Гудвин
- Михаил Разумный — Честер
- Элизабет Рисдон — миссис Норрис

## Создатели фильма и исполнители главных ролей
Помимо этой картины по романам британской писательницы Этель Лины Уайт были созданы два классических триллера — «Леди исчезает» (1938) Альфреда Хичкока и «Винтовая лестница» (1946) Роберта Сиодмака. Соавтором сценария фильма был Рэймонд Чандлер, один из наиболее популярных криминальных авторов своего времени, по книгам и сценариям которого были, в частности, поставлены фильмы нуар «Двойная страховка» (1944), «Убийство, моя милая» (1944), «Большой сон» (1946), «Синий георгин» (1946) и «Незнакомцы в поезде»(1950).
Режиссёром фильма выступил выходец из Великобритании Льюис Аллен, дебютировавший в Голливуде успешной мистической мелодрамой «Незваные» (1944), в которой одну из главных ролей сыграла Гэйл Расселл. Позднее Аллен поставил такие успешные нуаровые триллеры, как «Ярость пустыни» (1947), «Такая злая, любовь моя» (1948), «Свидание с опасностью» (1950), «Внезапный» (1954) и «Беззаконие» (1955).
Для 20-летней Гэйл Расселл фильм Аллена «Незваные» (1944) стал настоящим прорывом в большое кино. Позднее она успешно сыграла в таких фильмах, как комедия «Дочери холостяка» (1946), вестерн «Ангел и негодяй» (1947) и нуары «Восход луны» (1948), «У ночи тысяча глаз» (1948) и «Разделительная линия» (1950). Однако вскоре после этого из-за проблем с алкоголем карьера Расселл пошла на спад, и в 1961 году она умерла в возрасте 36 лет.
Исполнитель главной мужской роли Джоэл Маккри сыграл главные роли в таких значимых фильмах, как «Самая опасная игра» (1932), «Тупик» (1937), «Иностранный корреспондент» (1940) и «Странствия Салливана» (1941), а позднее прославился по вестернам, таким как «Территория Колорадо» (1949), «Звёзды в моей короне» (1950), «Уичита» (1955) и «Скачи по высокогорью» (1962)
Сына героя Джоэла Маккри играет Ричард Лайон, который в реальной жизни был сыном актёров Бена Лайона и Биби Даниелс.

## Создания, выход в прокат и признание фильма
Студия Paramount Pictures задумала этот фильм как своеобразное продолжение классической голливудской истории о привидениях «Незваные» (1944), которая имела большой успех у публики.
Рабочими названиями фильма были «Её сердце в её горле» (англ. Her Heart in Her Throat) и «Страх» (англ. Fear).
Как писал «Голливуд репортер», первоначально на главную роль в картине планировалась Лоретта Янг.
Фильм находился в производстве в мае-июле 1944 года. Премьера фильма состоялась 12 мая 1945 года в Нью-Йорке и 7 июня 1945 года в Лос-Анджелесе.
Фильм получил номинацию на «Оскар» за запись звука.

## Оценка фильма критикой
Как написал историк кино Леонард Малтин, «человек, который сделал „Незваные“ с Гэйл Расселл пытается выполнить сходный проект, однако ему это не удаётся. Гувернантку в исполнении Расселл вновь окружает странная тайна, но у фильма очень слабая концовка».
Историк жанра фильм нуар Джон Грант отмечает, что «фильм считается своеобразным продолжением предыдущей картины Аллена „Незваные“ (1944), а также содержит моменты, напоминающие о таких фильмах, как „Газовый свет“ (1940 и 1944 годов), „Винтовая лестница“ (1946), а также „Невинные“ (1961)». Фильм «полон событий, происходящих в ночи, скрипящих дверей и зловещих теней», что очень характерно для писательницы Этель Лины Уайт, как и тот факт, что в центре повествования находится «молодая женщина восхитительной сообразительности». Расселл в этой картине исполнила роль гувернантки, которая подобно фильму «Ребекка» (1940) занимает место обожаемой кое-кем предшественницы. Игру актрисы не назовёшь «шедевром, каким станет аналогичная работа Деборы Керр в фильме „Невинные“», который в целом намного сильнее. Однако, по словам Гранта, из этого абсолютно не следует, что «Расселл, которой тогда было всего 20 лет с небольшим, выглядела в этой картине плохо».
Дэвид Вайньярд также указывает на то, что этот фильм является «продолжением неожиданно крупного хита Аллена, классической истории с привидениями, вплоть до использования Расселл в роли героини, на этот раз гувернантки в одном из тех таинственных особняков, которые столь дороги готической формуле со времён „Джейн Эйр“». По мнению критика, «он мог бы стать грамотным маленьким готическим фильмом, однако этого, к сожалению, не происходит. Фильм невыразительный, неубедительный, безразлично сыгранный и поставленный, а сценарий мало чем может заинтересовать… Фильм и всё, что в нём происходит, абсурдно, а финал неубедителен, как и неожиданный роман между Маккри и Расселл».
По мнению Лоры Грив, «это очень хороший атмосферный фильм почти на всём протяжении, омраченный только усечённым, несколько бессмысленным окончанием, которое не даёт удовлетворительных объяснений всему тому, что произошло ранее. Саспенс всё нарастает и нарастает, и что же мы получаем в итоге?».